# 全攻全守
全能足球（荷蘭語：totaalvoetbal）是一種足球戰術體系，任何場區球員都可以取代球隊中任何其他球員的角色。離開自己位置的球員將由他所在球隊的另一名球員取代，從而保留球隊預期的組織結構。在這個流動的系統中，場區球員沒有固定角色；任何人都可以先後擔任前鋒、中場和後衛。唯一必須留在指定位置的球員是守門員。
全能足球戰術的成功很大程度取決於隊內每位球員的適應能力，特別是根據場上情況快速轉換位置的能力。該理論要求球員能夠適應多個位置；因此，它需要聰明且技術多樣的球員。
人們普遍認為，20世紀70年代荷蘭阿積士和荷蘭國家隊主教練引入了這個系統。然而，一些作者認為1930年代的奧地利奇蹟隊或1950年代的匈牙利黃金隊的踢球風格與全能足球類似。雙方都受到了的影響，而霍根又受到了組合賽的影響。